# San Juan Tlacotompa
San Juan Tlacotompa, eller bara Tlacotompa, är en ort i Mexiko, tillhörande kommunen Ecatzingo i sydöstra delen av delstaten Mexiko. Orten hade 1 193 invånare vid folkräkningen 2010.